# Liste der Kulturgüter in Unterkulm
Die Liste der Kulturgüter in Unterkulm enthält alle Objekte in der Gemeinde Unterkulm im Kanton Aargau, die gemäss der Haager Konvention zum Schutz von Kulturgut bei bewaffneten Konflikten, dem Bundesgesetz vom 20. Juni 2014 über den Schutz der Kulturgüter bei bewaffneten Konflikten sowie der Verordnung vom 29. Oktober 2014 über den Schutz der Kulturgüter bei bewaffneten Konflikten unter Schutz stehen.
Objekte der Kategorien A und B sind vollständig in der Liste enthalten, Objekte der Kategorie C fehlen zurzeit (Stand: 1. Januar 2023). Unter übrige Baudenkmäler sind weitere geschützte Objekte zu finden, die in der Bau- und Nutzungsordnung der Gemeinde verzeichnet und nicht bereits in der Liste der Kulturgüter enthalten sind.

## Kulturgüter
| Foto |                                                                       | Objekt                                     | Kat. | Typ | Standort                        | Beschreibung |
| ---- | --------------------------------------------------------------------- | ------------------------------------------ | ---- | --- | ------------------------------- | --- |
| ja   | Datei hochladen · Wikidata zu Reformierte Kirche (Q2136926)           | Reformierte Kirche KGS-Nr.: 00266          | A    | G   | Juchstrasse 1.2 651170 / 240183 | Bis in das 11. Jahrhundert zurückreichende Kirche. Aus dieser Zeit sind Reste des romanischen Kirchenschiffs und der untere Teil des Kirchturms erhalten geblieben. Quadratischer eingezogener Chor mit Fresken aus der Zeit um 1300. |
| ja   | Datei hochladen · Wikidata zu Gemeindehaus (Q29580903)                | Gemeindehaus KGS-Nr.: 15843                | B    | G   | Hauptstrasse 22 651176 / 240136 | Um 1800 erbautes repräsentatives Wohnhaus im klassizistischen Stil. Gut proportionierter, zweigeschossiger Mauerbau unter Walmdach.                                                                                                   |
| ja   | Datei hochladen · Wikidata zu Sogenannter Lindenhof (Q29580907)       | Sogenannter Lindenhof KGS-Nr.: 15844       | B    | G   | Gerbergasse 8 650946 / 240031   | 1778 erbauter ländlicher Oberschichtbau mit Satteldach, Gerschild, Ründe und geschweiften Bügen. |
| ja   | Datei hochladen · Wikidata zu Sogenanntes Statthalterhaus (Q29580911) | Sogenanntes Statthalterhaus KGS-Nr.: 15845 | B    | G   | Böhlerstrasse 5 650894 / 240152 | Um 1630 erbauter ländlicher Oberschichtbau mit Satteldach, im Keller Mauerreste eines mittelalterlichen quadratischen Wehrturms. |

## Übrige Baudenkmäler
| ID  | Foto |                                                                                  | Objekt                                       | Typ | Standort                                 | Beschreibung |
| --- | ---- | -------------------------------------------------------------------------------- | -------------------------------------------- | --- | ---------------------------------------- | ------------ |
| 901 | BW   | Datei hochladen                                                                  | Chrischona-Kapelle (1904)                    | G   | Hauptstrasse 66 651043 / 240678          |              |
| 902 | ja   | Datei hochladen · Wikidata zu Kirchgemeindehaus, Schopf und Brunnen (Q106143380) | Kirchgemeindehaus, Schopf und Brunnen (1862) | G   | Juchstrasse 1 651210 / 240189            |              |
| 903 | ja   | Datei hochladen · Wikidata zu Schulhaus (Q116152181)                             | Schulhaus (1841/43)                          | G   | Hauptstrasse 28 651174 / 240285          |              |
| 904 | BW   | Datei hochladen                                                                  | Türgewände von Gebäude Nr. 241 (1804)        | K   | Wannenhofstrasse 34 649481 / 241846      |              |
| 905 | BW   | Datei hochladen                                                                  | Hochstudhaus (1801)                          | G   | Wannenhofstrasse 33 649437 / 241769      |              |
| 907 | ja   | Datei hochladen · Wikidata zu Wohnhaus (1825) (Q116153252)                       | Wohnhaus (1825)                              | G   | Untere Neudorfstrasse 18 650211 / 240415 |              |

Legende: Siehe Legende der Liste der Kulturgüter von nationaler und regionaler Bedeutung. Anstelle der KGS-Nummer wird als Objekt-Identifikator (ID) die Inventar- oder Gebäudenummer in der Bau- und Nutzungsordnung der Gemeinde verwendet.